# Década 1920 en el Atlético de Madrid
En el Atlético de Madrid, tras una década de expansión en la que su presidente, Julián Ruete, consiguió impulsar el crecimiento del Club hasta límites insospechados, en los años 20 llegaron los frutos del trabajo bien hecho en forma de títulos.

## El segundo mandato de Julián Ruete
El 12 de noviembre de 1920 la Asamblea General de Socios ratificó a Julián Ruete como el nuevo presidente del Athletic de Madrid. Durante su segundo mandato llevó al club a la mejor situación institucional, económica y deportiva que había vivido en su corta historia.

### Temporada 1920 / 1921: Campeones regionales y subcampeones de España.
Durante la temporada 1920 / 1921 se escribió el primer himno oficial del Athletic. Decía:

“Gigantes jugad, gigantes volad,
por España y para España
de tu juego hablan todos.
¡Alirón, alirón!
El Athletic madrileño
llegará a ser campeón."
Primer himno del Athletic de Madrid.

Una curiosa anécdota de esa campaña es que el emblemático jugador y después presidente del Madrid, Santiago Bernabéu, militó aquella temporada en el Athletic, debido a la amistad que lo unía a Julián Ruete. Aunque no jugó ningún partido oficial, sí vistió la camiseta rojiblanca durante varios amistosos. Sin embargo, el expresidente del Real Madrid negó este hecho de manera sistemática durante muchos años.
En el Campeonato Regional Centro de la temporada 1920 / 1921 participaron el Athletic, el Madrid, la Gimnástica y el Racing. El equipo rojiblanco se estrenó el 17 de octubre, empatando a un tanto con la Gimnástica. A las dos semanas, derrotó al Racing en casa por 1 a 0, con un gol de Del Río que otorgó la victoria a los locales en el último minuto. El 28 de noviembre, ante un O'Donnell desbordado de público, el Madrid fue derrotado en la casa atlética por dos goles a cero con tantos de Luis Olaso y Sansisenea (jugador que, al igual que Bernabéu, había pasado del Madrid al Athletic aquel mismo año). La escuadra de Ruete cuajó un partido sensacional y mereció una victoria mucho más holgada.
El Athletic finalizó la primera vuelta del Campeonato como líder en solitario. Comenzó la segunda el 12 de diciembre, con un contundente 5 a 0 frente a la Gimnástica. El conjunto madrileño deslumbraba a aficionados y prensa por su gran juego y pegada. Así, el 23 de enero de 1921, el Athletic de Madrid venció al Racing por 2-1 proclamándose, por primera vez en su historia, campeón regional de centro. Fue el primer título oficial del club, que le otorgaba la clasificación para representar a Madrid en la Copa de España.
Con el Campeonato ya en el bolsillo, los rojiblancos disputaron su encuentro ante el Madrid el 20 de febrero, venciendo por 2-1 a su rival en un partido intrascendente. Así, finalizó la competición como campeón invicto: 5 victorias y un empate.
El Campeonato de España comenzó en abril de 1921. En su primera participación, a los madrileños les tocó como rival para cuartos de final el campeón de la temporada pasada: el Barcelona. Sin embargo, el equipo catalán se mostró en profundo desacuerdo con que la final se celebrase en Sevilla. Argumentaban que los andaluces se habían retirado de la competición el año anterior, mientras que ellos habían resultado campeones de la misma, por lo que lo más justo sería que se celebrase en su estadio. Al no ser atendidas sus quejas, el equipo blaugrana se retiró del Campeonato, permitiendo a los rojiblancos el pase directo a semifinales.
Su rival en esta ocasión fue el veterano Real Unión de Irún, que se veía a sí mismo favorito para proclamarse campeón. El encuentro de ida, disputado el 17 de abril en el campo de Amute, se jugó en un terreno totalmente encharcado e impracticable. La alineación del Athletic fue: Durán; Pololo, Olalquiaga; Escalera, Fajardo, Olarreaga; Amann, Tuduri, Triana, Del Río y Luis Olaso. Los madrileños plantearon el partido a la defensiva, y sentenciaron en dos mortales contragolpes que convirtió Tuduri. El resultado fue de 2-1, y toda la prensa coincidió en que fueron justos vencedores.
El partido de vuelta en el campo de O'Donnell se jugó el 21 de abril. Las gradas estaban completamente llenas, y el terreno de juego había sido arreglado y engalanado para la ocasión. Formaron el once rojiblanco los mismos jugadores del encuentro de ida. No habían pasado ni 15 minutos cuando los iruneses se pusieron por delante en el marcador con un rapidísimo 2-0, obra de Marioterna y Patricio. Con este resultado, los locales quedaban fuera de la final. Así permanecieron toda la primera mitad y gran parte de la segunda hasta que, en el minuto 65, Olalquiaga igualó de penalti la eliminatoria. A partir de aquel momento, los madrileños fueron dueños y señores del partido. Tres goles de Triana, que fue sacado a hombros al final del partido, y otro de Fajardo les otorgaron la victoria a los rojiblancos. El público de O'Donnell, formado por casi 15.000 espectadores, celebró la victoria por todo lo alto.
Para la celebración de la final del torneo hubo fuertes polémicas. El otro finalista era el Athletic Club, que solicitó que el partido se disputase en San Mamés, debido a que era el equipo “padre” de la sucursal madrileña. Julián Ruete accedió, y aquello supuso un descenso en picado de su popularidad entre los aficionados de la capital. Después de tantos años en la lucha por independizarse del equipo bilbaíno, aquello les parecía un paso atrás.
La final, a pesar del incidente, se celebró en un ambiente de amistad y hermandad entre ambas aficiones. Los locales vistieron la equipación rojiblanca, y los visitantes aceptaron llevar la clásica azul y blanca. El 8 de mayo de 1921, con 20.000 personas llenando las gradas de San Mamés, el Athletic de Bilbao venció por 4-1 a su homólogo madrileño, haciéndose con el Campeonato de España. Los vencidos se conformaron con el subcampeonato y regresaron a Madrid para preparar la siguiente temporada.
Aquella temporada se creó la primera peña atlética de la historia, "Los Forofos", presidida por Farruco Urzáiz.

### Temporada 1921 / 1922
En la temporada 1921 / 1922, Julián Ruete continuó en la presidencia debido a su prestigio personal y a su abnegado trabajo por el club. Sin embargo, había perdido gran parte del apoyo de la masa social.
La Junta Directiva la conformaron:
- Presidente: Julián Ruete.
- Vicepresidente: Manuel Ansoleaga.
- Tesorero: Alberto Vivanco.
- Contador: José Cruz Nales.
- Secretario: Julián Arzadun.
- Vicesecretario: Román Oriol.
- Director de campo: Miguel Mieg.
- Vocales: Francisco de Castro y Félix Marcos Solís.
- Capitán de fútbol: Urbano Iturbe.
- Capitán de atletismo: José Luis Grasset.
- Capitán de tenis: Laureano Rodríguez.
- Capitán de hockey: Joaquín Aguilera.

Aquella temporada fue la primera en la que el Athletic tuvo un entrenador. Este fue Manuel Ansoleaga, vicepresidente del club. Además, aquel mismo año, en un encuentro contra Portugal en el que se venció por 3-0, varios jugadores rojiblancos se pusieron por primera vez la elástica de la selección española. Los primeros internacionales por España de la historia del club fueron Pololo, Fajardo y Luis Olaso.
En 1921 el Athletic de Madrid se desvincula por completo del Athletic de Bilbao, puesto que llevaba unos años ya funcionando de forma independiente. Para diferenciarse del Athletic Club, el club madrileño adoptó de forma definitiva los pantalones azules como los que usaba en el uniforme original. 
Durante el Campeonato Regional aquella temporada sucedieron todo tipo de irregularidades. El 16 de octubre de 1921 se inició con la suspensión del Athletic – Gimnástica por la lluvia. Una semana después, el Athletic consiguió arrancarle un empate a uno al Madrid en el campo de los blancos. La primera victoria vino el 20 de noviembre contra el Racing, 2-0 en un O'Donnell lleno. No volvió a jugar un partido hasta el 15 de enero de 1922, en el que goleó a la Gimnástica por 5-2 al jugarse el partido que se había suspendido. Empezó la segunda vuelta el 29 de enero, venciendo de nuevo a la Gimnástica, esta vez por 8-3. Los rojiblancos estaban cuajando un sensacional Campeonato, y tenían muchas opciones de repetir el título. Pero fue entonces cuando se desató la polémica.
En un partido del Racing contra el Madrid, los racinguistas se negaron a disputar el encuentro por no estar conformes con el árbitro designado. La Federación Regional lo sancionó con mil pesetas, la pérdida de los puntos correspondientes al partido y el cierre del campo por un mes. Sin embargo, el equipo reclamó ante la Federación Nacional, que entendió que los regionales se habían excedido en sus atribuciones, y los desautorizó. Athletic y Racing apoyaron esta decisión, pero Gimnástica y Madrid se posicionaron de lado de la Federación Centro. El 12 de febrero debió haberse disputado el Athletic – Madrid, pero la escuadra rojiblanca no apareció. Una semana después, el Racing hizo lo mismo ante la Gimnástica, y la Federación Regional los expulsó a ambos del torneo.
La paz volvió cuando los dirigentes decidieron reunirse para tomar una decisión. Concluyeron que lo mejor era reanudar el campeonato y disputar los encuentros restantes, y así se hizo. El 5 de marzo de 1922 se jugó en O'Donnell un enfrentamiento clave, Athletic contra Madrid. El vencedor se llevaría el torneo. Ganó el Madrid por 4-2, dejando sin opciones a los rojiblancos. El torneo concluyó con una victoria por 4-1 ante el Racing, en la que se cedieron los puntos para que pudiesen quedar terceros, debido a las buenas relaciones entre ambos equipos.

### Temporada 1922 / 1923: Inauguración del Metropolitano.
La Junta Directiva para la temporada 1922/1923 fue:
- Presidente: Julián Ruete.
- Vicepresidente: Manuel Ansoleaga.
- Tesorero: Alberto Vivanco.
- Contador: José Cruz Nales.
- Secretario: Florentino González Casellas.
- Vicesecretario: Luciano Urquijo.
- Vocales: Manuel García Guereta y Félix Marcos Solís.
- Capitán de fútbol: Olalquiaga.
- Capitán de atletismo: José Luis Grasset.
- Capitán de tenis: Laureano Rodríguez.
- Capitán de hockey: Joaquín Aguilera.
- Capitán de baloncesto: Jorge de la Riva.

Más adelante se llevaron a cabo varios cambios en esa junta. Manuel Ansoleaga dejó la vicepresidencia en favor de José García Cernuda, Luciano Urquijo y José Cruz Nales intercambiaron sus puestos y entraron como nuevos vocales Fernando Arniches, Juan Consejos e Ignacio Satrústegui.
El propio Julián Ruete entrenó al equipo unas semanas a principio de temporada, pero más tarde dejó el cargo a Urbano Iturbe, exjugador rojiblanco.
En el Campeonato Regional Centro de 1922/1923 participaron los que entonces eran los clásicos equipos madrileños: Athletic de Madrid, Real Madrid, Sociedad Gimnástica Española y Racing de Madrid. El Athletic debutó el 15 de octubre con derrota en casa por 2-1 ante el Real Madrid. El 26 de noviembre visitó el campo de la Gimnástica, sin poder arrancarle más que un empate. No jugó más partidos oficiales hasta el 28 de enero, día en que perdió 2-1 ante el Racing en O'Donnell.
La primera vuelta del campeonato había sido desastrosa, pero comenzó la segunda el 11 de febrero derrotando al Madrid por 2-1 en terreno merengue. Unos días más tarde, los rojiblancos vencieron a domicilio al Racing por 3-2, y terminaron el Campeonato goleando a la Gimnástica con un 4-2. Aquel año fue el Real Madrid quien se proclamó campeón, y los athléticos continuaron con sus clásicos amistosos de temporada, tras marcharse del Campeonato como segundo clasificado, sólo un punto por detrás del vencedor.
Sin embargo, aquella temporada no fue clave en la historia rojiblanca por sus títulos. El 13 de mayo de 1923 se inauguró el Estadio Metropolitano. En sus orígenes, era un campo que pudiesen compartir todos los equipos de Madrid, y no propiedad exclusiva del Athletic. El partido inaugural fue un Athletic de Madrid – Real Sociedad, en el que vencieron los madrileños por 2-1. El primer gol de la historia del Metropolitano lo marcó Monchin Triana.
Por primera vez, el Athletic jugaba como local en un estadio de hierba. Tenía un aforo de 25.000 espectadores, aunque se fue ampliando con el tiempo. Se encontraba hundido bajo el nivel del suelo, en un anfiteatro natural, y no se usaba únicamente para fútbol, sino también para otros deportes como por ejemplo el rugby o el atletismo.
En mayo de 1923 se creó la Copa Confederación Centro, un torneo mediante el sistema copero a partido único en el que participaron todos los equipos madrileños. En su debut, el Athletic goleó por 9-0 al Primitiva de Madrid, y más tarde eliminó a la Ferroviaria con un amplio resultado de 7-0. El 31 de mayo se celebró la final en el Stadium Metropolitano ante 25.000 espectadores. El Real Madrid venció por 6-2 al conjunto rojiblanco y se hizo con el título.

## La presidencia de Juan de Estefanía

### Temporada 1923 / 1924
El 3 de noviembre de 1923, Julián Ruete presentó su dimisión como presidente del Athletic de Madrid. Dejó la presidencia arruinado y cansado, pero sin perder su ferviente devoción por el club de su vida. Se marchaba uno de los mejores presidentes de toda la historia del club rojiblanco.
Juan de Estefanía fue su sucesor en el cargo. La Junta Directiva para la temporada 1923 / 1924 quedó constituida por:
- Presidente: Juan de Estefanía Mendicute
- Vicepresidente: Vicente Marín
- Secretario: Enrique Álvarez de Lara
- Vicesecretario: Fernando Muguiro
- Tesorero: José Cruz Nales
- Contador: Ernesto Cotorruelo
- Vocales: Luciano Urquijo, Leandro de Amilivia y Desiderio Fajardo

Urbano Iturbe abandonó la dirección técnica del equipo, nombrándose como nuevo entrenador al británico Vincent Hayes, exjugador del Manchester United.
El 14 de octubre de 1923 comenzó el Campeonato Regional Centro para el Athletic, que superó al Unión Sporting por 2-1. Dos semanas después, perdió contra el Madrid por el mismo resultado en un campo de Ciudad Lineal lleno hasta los topes. El 8 de noviembre se desató la primera polémica de la temporada: el Athletic, la Gimnástica, el Unión Sporting y el Racing se negaron a ceder a la Federación sus mejores jugadores para la Selección Regional Centro, que participaría en la Copa Príncipe de Asturias. El motivo era que se fijó el encuentro entre posibles y probables de dicha Selección el mismo día que se jugaba el partido Athletic – Racing. Finalmente, ambos equipos hicieron oídos sordos a las exigencias de la Federación y disputaron el encuentro con todos sus jugadores. El resultado fue de 4-2 para los rojiblancos, que jugaban de locales en el Stadium Metropolitano.
La Federación, que había prohibido que dicho encuentro tuviese lugar, privó de sus derechos federativos a ambos clubes, además de imponerles una sanción de 1000 pesetas si deseaban seguir jugando el Campeonato. Tanto Athletic y Racing como el resto de equipos de primera categoría, a excepción del Madrid, se posicionaron en contra de las medidas tomadas. El Campeonato siguió disputándose, con los equipos rebeldes como únicos participantes.
El 8 de diciembre, el Athletic perdió por 2-1 ante la Gimnástica, y el 30 de diciembre venció por 4-2 en el campo del Racing. La situación se estaba volviendo absurda, hasta que finalmente regresó la paz. El 8 de enero de 1924, se reunieron todas las partes afectadas llegando a un acuerdo: 1000 pesetas de multa para los rebeldes, cancelación de la suspensión del Campeonato por parte de la Federación, repetición del partido Athletic - Racing del 11 de noviembre y cesión de jugadores para la Selección de Centro.
Así, el 13 de enero el Campeonato se reanudó con la victoria del Athletic 1-0 ante la Gimnástica. Una semana después, perdieron los rojiblancos ante el Madrid por la mínima, y acabaron así con todas sus esperanzas de proclamarse campeones. El 10 de febrero, el conjunto colchonero venció por 2-0 al Unión Sporting, y concluyó el campeonato con la repetición del partido contra el Racing, que en esta ocasión perdió por 3-2.
El Real Madrid se alzó con el título con 22 puntos, y el Athletic quedó tercero con 16, por detrás del Racing y empatado a puntos con la Gimnástica.
Al final de esta temporada, concretamente el 20 de junio de 1924, Juan de Estefanía firmó el contrato de arrendamiento de uso exclusivo del Stadium Metropolitano, convirtiéndose así en el único equipo con derecho a jugar allí como local.

### Temporada 1924 / 1925: Segundo Campeonato Regional.
Para la temporada 1924 / 1925, Ramón Olalquiaga, exjugador de la entidad, sustituyó a Vincent Hayes como entrenador del equipo.
En el plano institucional, durante la Asamblea General de Socios del 4 de octubre de 1924, el Athletic reformó completamente los reglamentos y estatutos del club, eliminando toda mención a la dependencia con el Athletic de Bilbao.
El Campeonato Regional Centro comenzó aquel año con un plato fuerte: Athletic – Real Madrid. El partido se disputó el 12 de octubre en el Stadium Metropolitano, y el resultado fue de empate a uno. Sin embargo, se trató de un partido monótono y aburrido que no cumplió las expectativas puestas en él. Dos semanas después, los colchoneros vencieron por 3-2 al Racing de Metropolitano. El 2 de noviembre visitó el campo athlético el Unión Sporting de Madrid, que perdió por 4-0. Y, para cerrar la primera vuelta, el Athletic venció a domicilio a la Gimnástica por 3-1. La prensa local ya daba por campeones a los rojiblancos.
La segunda vuelta comenzó todavía mejor. El 11 de enero de 1925, golearon por 6-1 al Racing en su estadio, con triplete de Monchín Triana. Una semana después, el conjunto rojiblanco pinchó en el estadio del Unión Sporting con un empate a cero. Sin embargo, no desaprovechó su primera oportunidad para proclamarse campeón, y el 22 de febrero el Athletic batió a la Gimnástica por 3-1 en un Stadium Metropolitano a reventar.
Con el título ya en el bolsillo, el encuentro Madrid – Athletic fue un mero trámite, que se saldó en el estadio de Chamartín con un empate a uno. Así, la clasificación final del torneo fue:
Athletic de Madrid	21
Real Madrid		17
Gimnástica		16
Racing			15
Unión Sporting	 11
Los rojiblancos se proclamaron campeones por segunda vez en su historia, y nadie discutió su superioridad durante todo el torneo. Hubo algunas críticas y resquemores por parte de la afición madridista, que consideraba que el Athletic no era un club genuinamente madrileño, y por tanto debía dejar el honor de representar a la Región al segundo clasificado: el club blanco.
Sin embargo, mal que pese a muchos, el Athletic de Madrid acudió a disputar la Copa de España. En los cuartos de final tuvo que enfrentarse al Sevilla FC, campeón andaluz que había vencido en los diez partidos de su Campeonato Regional. El encuentro de ida se disputó en el Stadium Metropolitano el 15 de marzo, con una entrada de más de 40.000 aficionados, y tuvo un resultado de 3-1 en favor de los locales. Vicente Palacios, destacado delantero rojiblanco, fue el encargado de marcar los tres goles.
El choque de vuelta ante el Sevilla FC se disputó el 5 de abril en el campo de Nervión. 600 aficionados rojiblancos acudieron en tren a presenciar el encuentro. La victoria fue para el equipo local por 1-0, gol de Brand en clara posición de fuera de juego. En aquella época, las eliminatorias coperas se decidían por número de victorias, y no por goles, así que tuvo que jugarse un encuentro de desempate.
Este tuvo lugar el 12 de abril en Mestalla (Valencia), ante 13.000 espectadores. El Athletic venció por 3-2 al Sevilla FC, clasificándose para las semifinales del Campeonato. Los goles fueron de De Miguel (2) y Pololo (1, de penalti). El Sevilla FC se vio obligado a competir con 10 jugadores por la lesión de Ocaña en los primeros minutos.
Para las semifinales, al equipo madrileño le esperaba un potente FC Barcelona que venía de eliminar al Valencia y al Stadium de Zaragoza. La ida se jugó en Las Corts, feudo catalán, el 19 de abril. El Barcelona se impuso por 3-2 en un accidentado partido. Un aficionado catalán, que más tarde se identificó como directivo del Europa, insultó desde la grada a Monchín Triana. El jugador rojiblanco, alterado, saltó la valla y se enzarzó en una pelea a bofetada limpia, lo que le costó la expulsión. Los compañeros del jugador protestaron, pero finalmente el equipo se vio obligado a jugar con un hombre menos. Los tantos rojiblancos fueron marcados por Palacios (32') y Tuduri (58'), mientras que los barcelonistas los consiguieron Samitier (30' y 75') y Sagibarba (63') de penalti inventado por el árbitro Garcituaga. El Athletic peleó hasta el final y mereció llevarse el encuentro, lo cual dejó al público catalán con una gran preocupación de cara al encuentro de vuelta.
Efectivamente, el 26 de abril, el Athletic venció por 2-1 al Barcelona en un Stadium Metropolitano que batió el récord de recaudación. En el minuto 30, Sagi adelantó a los visitantes, provocando el júbilo de los catalanes y el nerviosismo rayano en el infarto de los madrileños. Sin embargo Pololo, en el minuto 51, ejecutó un formidable lanzamiento de falta que dobló las manos del guardameta húngaro Plattko y acabó en el fondo de las redes. Aunque el empate pudo haber llegado antes, ya que el árbitro no pitó un claro penalti cometido sobre Monchín Triana. Por parte de los visitantes, el Barcelona sufrió la expulsión de Arnau por protestar. El gol de la victoria llegó en el minuto 62, obra de Palacios. Y pudo ser mayor la ventaja de los locales, si no llega a ser por el gol anulado a De Miguel en los instantes finales del partido, por falta previa sobre Plattko.
Con la eliminatoria igualada, tuvo que jugarse un partido de desempate en Zaragoza. Éste se disputó el 3 de mayo en el campo del Torrero, propiedad del Iberia de Zaragoza, ante unos 10 000 espectadores. Nada más comenzar el encuentro, en el minuto 12, Arnau adelantó al conjunto blaugrana poniendo el 0-1 en el marcador. El empate llegó no mucho después, en el minuto 28, de la mano de Palacios. Sin embargo, al filo del descanso, Sagibarba volvió a poner por delante a los catalanes, que se marcharon al vestuario con el 2-1 en el marcador. El resultado se mantuvo durante toda la segunda parte, en la que el Athletic llegó a la portería contraria con frecuencia y peligro, pero no consiguió definir. A falta de 15 minutos del final, se pitó un penalti sobre Palacios que supuso la última oportunidad de conseguir el empate. El balón se estrelló en el palo, desperdiciando la mejor ocasión del partido, y el Barcelona se alzó con la victoria y la clasificación para la final, en la que vencería al Arenas de Guecho por 2-0.
La imagen que el equipo madrileños dejó en el Campeonato de España fue espléndida, demostrando muy buen juego y poniendo en aprietos a un gran Barcelona, al que la prensa acusaba de ganar debido a la profesionalización del equipo y la contratación de jugadores extranjeros.
Debido a esta polémica, el 24 de mayo se celebró en el Stadium Metropolitano la llama “Final del Campeonato de España de equipos amateurs”, que enfrentó al Athletic de Madrid contra el Arenas de Guecho. Los visitantes se llevaron la victoria por 5-3, aunque realmente no representaba ningún título oficial.

### Temporada 1925 / 1926: Subcampeones regionales y nacionales.
Para la temporada 1925 / 1926, el Athletic presentó a Frederick Pentland como nuevo entrenador. Se trataba de un entrenador de gran prestigio que ya había trabajado con equipos como el Halifax Town o la selección francesa. Era muy conocido por su bombín y su puro habano.
Aquel año, el Campeonato Regional Centro arrancó con una importante novedad: además del campeón, también el subcampeón acudiría a disputar la Copa de España. El 18 de octubre de 1925, el Athletic debutó con una goleada de 6-1 frente a la Gimnástica, dispuesto a repetir el primer puesto del año anterior. Dos semanas más tarde, en Chamartín, el Madrid lo derrotó por 2-0. El 15 de noviembre se retomó la senda del triunfo, derrotando por 3-2 a la Gimnástica a domicilio, y cerró la primera vuelta con una victoria por 3-2 frente al Racing en el Metropolitano.
Durante el mes de diciembre no se jugó ningún partido del Campeonato, por lo que el equipo aprovechó para disputar algunos amistosos. Entre ellos, el correspondiente a la Copa Rodríguez Arzuaga, que ganó el Racing de Madrid.
El 3 de enero de 1926 comenzó la segunda vuelta derrotando al Unión Sporting con el abultado marcador de 6-1. El 17 de enero, el Athletic se jugaba gran parte de sus aspiraciones al título en el partido contra el Madrid, que perdió por 1-0. Después de eta derrota, los rojiblancos debían competir con la Gimnástica para hacerse con el segundo puesto. A las dos semanas, resultaron perdedores del encuentro que enfrentaba a ambos equipos. El resultado fue de 3-2. Así, todo se decidía en la última jornada: el Athletic debía vencer al Racing, y la Gimnástica no podía ganarle al Madrid. Efectivamente, eso fue lo que sucedió. El 14 de febrero, el conjunto rojiblanco se alzó con la victoria por 2-0, y el 21 de febrero, el Madrid ratificó con su victoria por 2-1 el subcampeonato del mismo. De esta forma, por segundo año consecutivo, el Athletic participaría en la Copa de España como representante de Madrid.
La victoria del conjunto blanco sobre la Gimnástica no fue muy bien recibida entre la afición madridista que, cegada por su odio al Athletic, prefería una derrota de su equipo a que los colchoneros se alzaran con el subcampeonato regional. Esta actitud fue duramente criticada por la prensa y la Federación.
Aquel año, el sistema de competición de la Copa cambió para dar cabida a un mayor número de equipos. Antes de jugarse las eliminatorias de cuartos de final, se disputaría una fase de liguilla en la que los equipos se dividirían en ocho grupos. El campeón de cada grupo se clasificaría para la siguiente fase.
El Athletic cayó en el grupo 2 junto al Betis, subcampeón de Andalucía, y el Cartagena, segundo de Murcia. Los encuentros ante el Cartagena se disputaron el 7 de marzo en El Almarjal y el 28 de marzo en el Stadium Metropolitano, y ambos se saldaron con sendas victorias athléticas, por 2-1 y 4-1 respectivamente. El Betis también hizo lo propio contra el débil subcampeón murciano, así que el campeón se decidiría en el doble encuentro Athletic – Betis.
En la ida, 14 de marzo, el conjunto rojiblanco venció a los béticos por 3-1 en el Metropolitano. Sin embargo, el 4 de abril, los sevillanos se llevaron el encuentro de vuelta por 3-2 en el campo del Patronato Obrero. Así las cosas, fue necesario un encuentro de desempate. El 15 de abril en el Stadium Metropolitano, el Athletic superó a la escuadra blanquiverde por 4-2, clasificándose para los cuartos de final gracias a los goles de Luis Olaso (2), Cosme (1) y Sadaña (en propia meta).
El rival de la eliminatoria fue el RCD Español de Barcelona, que venía de eliminar al Valencia y al Iberia de Zaragoza. Entre sus filas contaba con Ricardo Zamora, que era considerado el mejor guardameta del momento. El 18 de abril, en la ida, el Español goleó al Athletic por 6-1 en el estadio de Sarrià. Los catalanes se posicionaron como favoritos y acudieron seguros al encuentro en Madrid. Sin embargo, el 25 de abril, el Athletic dio la sorpresa y, al amparo de su afición en el Stadium Metropolitano, derrotó al Español por 2-0, forzando el partido de desempate. Luis Olaso y Cosme fueron los autores de los goles. El 2 de mayo se celebró el encuentro de desempate en el estadio de Torrero. La hinchada rojiblanca se desplazó en masa hasta Zaragoza, portando banderas y estandartes para animar a su equipo. Más de 2.000 colchoneros acudieron al partido frente a los apenas 400 de la hinchada rival. En aquel ambiente, el Athletic no defraudó y se impuso por 3-2 ante la sorpresa de los españolistas, que venían de vencer en su campeonato regional por encima del todopoderoso FC Barcelona. Además, el Madrid cayó contra los blaugranas en cuartos de final, con lo que el Athletic quedó como único representante de la región madrileña.
El 9 de mayo de 1926 se disputó la semifinal entre el Athletic de Madrid y el Celta de Vigo, en el estadio de Mestalla y a partido único. Varios días atrás, el Barcelona se había impuesto al Real Unión de Irún por 2-1, consiguiendo así su pase para final. En cuanto al encuentro de Valencia, hubo una gran polémica alrededor del interior izquierda athlético Cosme Vázquez. Al tratarse de un jugador gallego, la afición del Celta trató de hacer presión sobre él a través de viejas amistades y cartas para que no jugara contra sus paisanos. Sin embargo, el chantaje psicológico no surtió efecto, y el jugador participó en el encuentro vestido de rojiblanco. Los madrileños vencieron por 3-2, y se clasificaron por segunda vez en su historia para la final de la Copa de España. El gol de la victoria lo marcó precisamente Cosme durante la prórroga, después de haber llegado al minuto 90 con empate a dos con goles de Luis Olaso (16' y 87') por el Athletic y Chicha (31') y Polo (46') por el Celta.
El 16 de mayo se celebró la final, de nuevo en Mestalla. El Barcelona se impuso por 3-2 al Athletic después de disputar una prórroga de 30 minutos. Marcaron Samitier (61’), Just (65’) y Alcántara (115’) para los azulgranas y Palacios (15’) y Cosme, de penalti, (57’) para los rojiblancos. El partido fue muy controvertido, ya que el árbitro anuló injustamente un gol del Athletic a falta de pocos minutos para el final, por considerar que el balón había salido por la banda. El tanto, que pudo significar la victoria y el primer título copero de su historia, no subió el marcador, y la escuadra rojiblanca perdió el partido en la prórroga.

## La presidencia de Luciano Urquijo

### Temporada 1926 / 1927

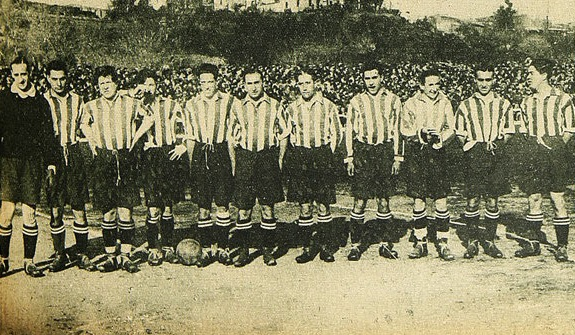
Athletic de Madrid en 1927.

El 4 de noviembre de 1926, la Asamblea de socios del Athletic de Madrid se reunió para nombrar a la nueva junta directiva de la temporada. La principal novedad fue que el presidente, Juan de Estefanía, había dimitido para dejar paso a la nueva cabeza de la entidad: Luciano Urquijo.
Durante aquel verano, la Federación Nacional de Fútbol había aprobado el profesionalismo en España, permitiendo así que a los jugadores se les pagara por jugar al fútbol, aunque eso ya se viniese haciendo años atrás con el llamado 'amateurismo marrón'. De entre los clubes de la capital, Real Madrid y Racing abrazaron el nuevo modelo futbolístico, mientras que Athletic y Gimnástica trataron de aferrarse al romántico fútbol amateur.
Mister Pentland dejó el club como entrenador aquella temporada, y su puesto lo ocupó Antonio De Miguel, que hacía las veces de jugador-entrenador.
Aquel año, el sistema de competición del Campeonato Regional Centro se modificó, pasando a disputarse cuatro vueltas en lugar de dos. Todo fue consecuencia del profesionalismo, que llevó a que los clubes quisiesen obtener más dinero, por lo que se jugaron más partidos oficiales. Aquello perjudicó a los clubes amateurs como el Athletic, cuyos jugadores no podían acudir a todos los partidos ni entrenar varias veces por semana, a diferencia de los profesionales.
La primera vuelta para el equipo rojiblanco comenzó el 2 de octubre de 1926 con victoria por 3-1 en el campo del Unión Sporting. El día 12 de octubre derrotaron en el Metropolitano al Racing por 4-1, y el 17 de octubre continuaron con su racha de victorias en Chamartín, donde un gol de Monchín Triana en el minuto 85 dio el triunfo a los athléticos frente a su eterno rival: el Real Madrid. El 31 de octubre, una goleada por 4-1 sobre la Gimnástica cerró la primera vuelta colchonera de una forma impecable. El Athletic se posicionaba como líder indiscutible tras cuatro contundentes victorias.
La segunda vuelta se jugó durante los meses de noviembre y diciembre. El 7 de noviembre, el conjunto rojiblanco encajó la primera derrota de la temporada por 2-1 frente a un débil Unión Sporting. Dos semanas después, retornó a la victoria, venciendo por 3-2 en el terreno del Racing. Sin embargo, el 28 de octubre cosechó una nueva derrota por 3-1 en el Metropolitano ante el Real Madrid, y volvió a perder con el mismo resultado el 12 de diciembre frente a la Gimnástica. De esta forma, concluyó la segunda vuelta con una victoria y tres derrotas, y perdió el liderato del Campeonato en favor del Real Madrid, que se posicionó en cabeza con 14 puntos, seguido del Athletic con 10 y la Gimnástica con 7.
La tercera vuelta discurrió durante los meses de diciembre y enero, y comenzó con la segunda victoria de los rojiblancos contra el Unión Sporting, esta vez por 4-2. El día de reyes, el Racing los goleó por 4-1, y el día 9 de enero empataron a uno contra el Madrid en Chamartín. La vuelta se cerró con el partido ante la Gimnástica, que ganaron por 3-0. Al finalizar esta ronda, los athléticos continuaban segundos, pero esta vez a más distancia de los merengues, que habían cosechado 21 puntos frente a los 15 de los rojiblancos. Así las cosas, el objetivo que de nuevo les quedaba era luchar por el subcampeonato, en esta ocasión con el Racing que acumulaba 9 puntos.
La cuarta y última vuelta comenzó con la derrota po 2-1 en el Metropolitano contra el Unión Sporting el 5 de febrero de 1927. El 13 de febrero se cosechó un nuevo fracaso con el mismo marcador, esta vez ante el Racing de Madrid, y el 19 de febrero se alcanzó por fin la primera victoria de la cuarta vuelta, frente al Madrid (que ya era oficialmente campeón) en el Stadium Metropolitano. El marcador fue también de 2-1. Sólo quedaba un partido y, en caso de ganarlo, el Athletic se proclamaría subcampeón de Centro. Sin embargo, gracias a la derrota del Racing, finalmente al Athletic le valió el empate a cero que obtuvo frente a la Gimnástica.
La clasificación final del Campeonato Regional Centro fue:
1º Real Madrid 25 puntos
2º Athletic Club de Madrid 18 puntos
3º Racing de Madrid 17 puntos
4º Real Sociedad Gimnástica Española 10 puntos
5º Unión Sporting de Madrid 10 puntos
Así, el Athletic se clasificó por tercer año consecutivo para la Copa de España.
Los rojiblancos quedaron encuadrados en el grupo sexto junto al Betis, subcampeón de Andalucía, y el Patria de Montijo, subcampeón de Extremadura. El 6 de marzo, el Athletic acudió a Extremadura para disputar el partido contra el Patria FC, que se celebró en un ambiente de lo más festivo. Venció por 6-4. Una semana después, el conjunto colchonero pinchó al empatar a uno con el Betis en el Stadium Metropolitano. El 27 de marzo, los rojiblancos recibieron y vencieron al Patria por 3-1, de manera que se jugaban su pase a los cuartos de final en el estadio del Betis. El 10 de abril de 1927, el Athletic cayó derrotado por 2-1 ante el Betis, apeándose así de la Copa. Esta eliminación supuso un rotundo fracaso deportivo después de la semifinal y final alcanzadas en los últimos años.

### Temporada 1927 / 1928: Tercer campeonato regional.
Durante el verano previo a la temporada 1927 / 1928, se planteó en la Asamblea de la Real Federación de Fútbol la idea de crear una liga a nivel nacional, siguiendo el modelo inglés. Ante esta propuesta, se crearon dos grupos enfrentados: los minimalistas, formado por los clubes que habían ganado alguna Copa de España: Athletic Club, FC Barcelona, Real Madrid, Real Unión de Irún, Real Sociedad y Arenas de Guecho; defendían que sólo ellos debían participar en la nueva Liga, y apostaban por el mantenimiento de los Campeonatos Regionales. El otro grupo, el de los maximalistas, estaba formado por RCD Español, Valencia CF, Murcia, Iberia de Zaragoza, Sevilla CF, Athletic de Madrid, Celta de Vigo, Sporting de Gijón, Cartagena, River Thader, Malagueño, Castellón y Racing de Santander. Estos defendían que también debían formar parte de la liga los equipos que habían resultado subcampeones de Copa, y los más destacados de cada comunidad. El principal defensor del grupo maximalista fue Luciano Urquijo.
Así, durante la temporada 1927 / 1928 se crearon dos ligas paralelas: la maximalista y la minimalista.
El entrenador para aquella campaña no fue otro que el expresidente Julián Ruete. El equipo no podía permitirse contratar otro entrenador, ya que había hecho una gran inversión en fichajes durante el verano. Aquella fue la primera vez que el Athletic de Madrid contó con jugadores cedidos desde otros clubes: Tronchín, Pena y Adolfo, que provenían del Sporting de Gijón. Se les conocía como los “jugadores taxi”.
El Campeonato Regional Centro 1927 / 1928 volvió al formato de liguilla en dos vueltas, debido al fracaso del año anterior con cuatro vueltas. La primera empezó para el Athletic el 25 de septiembre con una victoria a domicilio por 2-0 frente a la Gimnástica. El 30 de octubre llegó el derbi contra el Madrid, que se perdió por 3-2 en el estadio de Chamartín. Fue un partido muy polémico, ya que el árbitro dio por válido un gol del Madrid al considerar que el despeje del portero se había producido cuando el balón ya había traspasado la línea de gol. Los jugadores athléticos protestaron, y la queja les costó una multa de 100 pesetas a algunos, y la suspensión por un mes a otros.
El 6 de octubre jugó el primer partido como local, venciendo al Unión Sporting por 6-0. Unos días más tarde, el 13 de ese mismo mes, el Racing venció al Athletic por 2-1, y finalizó la segunda vuelta jugando en el Stadium Metropolitano contra el CD Nacional, equipo debutante en esta competición, y venciéndolo por 3-0.
La segunda vuelta se inició el 4 de diciembre con la victoria en casa ante la Gimnástica por 5-1. Dos semanas más tarde se jugó el partido contra el Madrid en el Stadium Metropolitano. Fue el partido debut de los cedidos, y vencieron los locales por 2-1. El 21 de diciembre venció al Unión Sporting a domicilio por 4-0.
Quedaban ya sólo dos semanas para la finalización del Campeonato, y el Athletic ocupaba la tercera plaza, a dos puntos del Racing y del Madrid, que compartían liderato. El siguiente partido enfrentaría al Racing con el Athletic en el Metropolitano. Al Racing le bastaba el empate para proclamarse campeón, pero una victoria athlética supondría un triple empate en el primer puesto. Ante esta posibilidad, la Federación Centro acordó que el campeón se decidiría por goal average, ya que no había tiempo de disputar los partidos de desempate. Esta decisión perjudicaba claramente al Racing, y además no coincidía con lo acordado a principio de temporada.
El Athletic fue recibido con sonoras pitadas debido a la decisión de la Federación a su favor. El partido permaneció nivelado hasta que, a falta de 8 minutos para el final, Pena marcó el gol de la tranquilidad para los colchoneros de falta directa. Vencieron 4-2, provocando así un triple empate a la cabeza.
Concluyó el Campeonato venciendo al Nacional por 2-1 en su campo, y finalizando así una sensacional segunda vuelta en la que ganó los cinco partidos. La clasificación final fue:
- 1º Real Madrid 26 puntos (38 goles a favor y 10 en contra).
- 1º Athletic de Madrid 26 puntos (31 goles a favor y 10 en contra).
- 1º Racing de Madrid 26 puntos (31 goles a favor y 15 en contra).
- 4º CD Nacional 17 puntos
- 5º Real Sociedad Gimnástica Española 13 puntos
- 6º Unión Sporting de Madrid 12 puntos

El Racing de Madrid recurrió la clasificación, y finalmente se celebraron los partidos de desempate para decidir el campeón y el subcampeón regional.
El 15 de enero de 1928, el Athletic superó al Racing por 3-0 en el Metropolitano, con goles de Cosme (14' y 47') y Herrera (89'). Cuatro días después, el Madrid venció por 4-0 al Racing, con lo que el campeonato se decidiría entre merengues y colchoneros.
El Madrid partía como favorito, por su calidad y por jugar como local. Sin embargo, el Athletic dio la sorpresa y se impuso por 3-1 con goles de Cosme (9' y 60') y Adolfo (81') para los rojiblancos y Quesada, de penalti (52') para los blancos. Así, el Athletic de Madrid conquistó su tercer campeonato regional y se clasificó para la Copa de España.
Sin embargo, aquel año la directiva del Athletic tuvo graves problemas con la Federación. Además de los tres jugadores cedidos que regresaron al Sporting de Gijón, tres jugadores athléticos sufrieron una sanción de un mes por los incidentes en el partido contra el Madrid. Así comenzó la Copa de España con numerosas bajas. Quedó encuadrado en el grupo 2 junto al Real Madrid, el Athletic de Bilbao, el Alavés, el Racing de Santander y la Gimnástica de Torrelavega.
El primer partido se disputó en el Metropolitano, y enfrentó a los rojiblancos contra el Alavés. En el palco federativo se encontraban los miembros del Comité Nacional: el marqués de Someruelos, Olave y Fernández Prida, los tres madridistas acérrimos. La afición, enfurecida por el castigo recibido, los insultó durante los primeros minutos del partido, a lo que ellos respondieron con sonrisas burlonas y gestos de condescendencia. Esto, evidentemente, enardeció aún más al público, que les insultó más gravemente y comenzó a lanzarles almohadillas. Todo esto desembocó en la clausura del estadio hasta el 31 de marzo de 1928. El partido concluyó con derrota local por 3-1.
Sin embargo, esta no fue la última medida que desde la Federación se tomó en contra del Athletic. El presidente, Luciano Urquijo, trató de modificar los contratos de propiedad y arrendamiento del estadio para poder jugar allí, en calidad de “prestado” por parte del verdadero “dueño”: el Racing de Madrid. La artimaña no le salió bien y sólo sirvió para enfurecer aún más a los miembros del Comité.
La gota que colmó el vaso fueron unas declaraciones en prensa del presidente del Athletic de Madrid, acusando a los señores Prida, Olave y Someruelos de querer robarle su puesto como asambleísta de la Federación Centro, cegados por su extremo madridismo. También acusó a la Federación Nacional de beneficiar al Real Madrid en perjuicio del resto de equipos.
Por todo esto, inmediatamente se le expulsó de su puesto de presidente de la Federación Centro, sin derecho a asistir a la Asamblea Nacional para poder defenderse o criticar las decisiones tomadas.
Evidentemente, tras toda aquella trama de ataque directo hacia el Athletic, su papel en la Copa fue pésimo. Durante la liguilla previa, sólo ganó en casa ante la Gimnástica y quedó último de grupo, clasificándose Real Madrid y Alavés. De esta forma, el Madrid pudo quitarse de en medio a un duro rival en la fase de grupos, y además quedó como único representante de la Comunidad de Madrid.
En cuanto a la liga, las discusiones en lo que respecta a los equipos participantes llevaron a la creación de dos ligas paralelas: la de los minimalistas o Torneo de los Clubes Campeones, y la de los maximalistas , conocida como Torneo de Liga Española de Clubes de Fútbol o Liga Máxima. La primera fue un absoluto fracaso a nivel deportivo y económico, y ni siquiera llegaron a jugarse todos los partidos. Resultó campeón el Barcelona.
En cuanto a la Liga Máxima, el Athletic no prestó demasiada atención a esta competición, centrado como estaba en el Campeonato Regional y en la Copa. El público tampoco siguió su desarrollo con asiduidad, y la asistencia fue escasa. El vencedor fue el Racing de Santander, y el Athletic de Madrid finalizó séptimo.

### Temporada 1928 / 1929: El nacimiento de la liga
Aquel año, el Athletic de Madrid sufrió una grave crisis económica que llevó a su presidente, Luciano Urquijo, a promover una iniciativa en la que instaba a los aficionados a hacer donaciones de 100 pesetas al club. La participación fue muy escasa y el presidente puso de su bolsillo. Al ver que las arcas seguían vacías, se decidió por un método más drástico. En noviembre de 1928, avalado por su Junta Directiva, Urquijo reformó los estatutos de la entidad, transformándola en una especie de sociedad por acciones en la que Urquijo era el principal accionista y presidente. A raíz de aquella reforma se le empezó a conocer como “El dictador”.
El Athletic llegaba al Campeonato Regional Centro con el objetivo de defender su título de campeón. Aquel año, los participantes volvían a ser cinco, ya que la Gimnástica había suprimido su sección de fútbol debido a los gastos que conllevaba el profesionalismo. Los rojiblancos realizaron un muy buen torneo, con un bagaje de 6 victorias y 2 derrotas. Sin embargo, las dos derrotas fueron precisamente ante el Real Madrid, que resultó invicto aquella edición del torneo. La clasificación final es una clara muestra de la brecha que el profesionalismo había abierto entre los equipos amateurs y los que pagaban a sus jugadores:
- 1º Real Madrid 23 puntos
- 2º Athletic de Madrid 20 puntos
- 3º Racing de Madrid 13 puntos
- 4º Nacional de Madrid 12 puntos
- 5º Unión Sporting de Madrid 12 puntos

Aquel año participaron sólo 32 equipos en la Copa de España, por lo que se adoptó un sistema de eliminatorias, dejando atrás las tradicionales liguillas. El Athletic debutó en los dieciseisavos de final ante el Deportivo Extremeño. El 9 de diciembre de 1928, los rojiblancos vencieron por 3-0 (dos goles de Arteta y uno de Cosme, de penalti) en el Stadium Metropolitano. Una semana después confirmaron la clasificación al empatar a cero en Cáceres. Al terminar el encuentro, un hincha rojiblanco gritó “¡Viva Badajoz!”, y el público despidió a pedradas al Athletic.
Los octavos se jugaron contra el Gimnástica de Torrelavega. El 23 de diciembre el Athletic venció en la ida en el Malecón por 3-2, gracias a dos tantos de Palacios y uno de Villena. Para la vuelta, en el Stadium Metropolitano, comenzó la Gimnástica adelantándose en el marcador, y los colchoneros sufrieron buscando el empate. Palacios falló un penalti casi al final del partido, y no fue hasta el último minuto cuando Ordóñez marcó por fin el gol de la igualada y la clasificación para cuartos.
El RCD Español fue el rival en esta ocasión. Venía de eliminar al Sporting de Gijón y al Arenas de Guecho. En la ida, el 6 de enero de 1929, los catalanes ganaron por 5-1 en Sarriá, y una semana después se impusieron por 4-2 en el Metropolitano. Desplegaron un espléndido juego y su portero y capitán, Ricardo Zamora, fue uno de los héroes del partido.
Un mes más tarde, el Español se proclamó campeón de Copa al superar por 2-1 al Real Madrid.
El siguiente y principal objetivo del Athletic de Madrid fue el Campeonato Nacional de Liga, que se iniciaría el 10 de febrero de 1929. Para que esto fuese posible, se llevaron a cabo numerosas negociaciones en las que Luciano Urquijo supo astutamente incluir a su equipo en la Primera División.
En un principio, la propuesta fue que los seis clubes campeones de Copa y los tres subcampeones pasaran directamente a formar parte de la Primera División. Al estar de acuerdo con esta idea, Urquijo desertó inmediatamente del bando de los maximalistas, uniéndose al grupo de los equipos campeones y subcampeones. Sin embargo, la Federación quería diez equipos participantes, así que se decidió que la décima plaza se decidiría mediante eliminatorias entre el resto de los maximalistas. La única voz discordante fue la del Celta de Vigo, que reclamaba su puesto en Primera División ya que uno de los clubes que se habían fusionado para su creación, el Real Vigo Sporting, había resultado subcampeón de Copa.
Sus propuestas no fueron escuchadas, y la Primera División quedó conformada por: Arenas de Guecho, Athletic Club, Athletic de Madrid, FC Barcelona, Real Madrid, Real Sociedad, CD Europa, Real Unión, Español de Barcelona y Racing de Santander.
El 10 de febrero de 1929, el Athletic de Madrid debutó en la Liga de Primera División venciendo al Arenas de Guecho por 3-2 en Ibaiondo. El primer gol del Athletic en liga lo consiguió Vicente Palacios en el minuto 14. Después pusieron el 3-0 Marín (44') y Cosme (56'). Los goles locales los marcaron Luis Olaso en propia puerta (72') y Suárez (89'). Sin embargo, el estreno liguero en el Metropolitano fue desastroso, ya que se perdió por 3-0 contra la Real Sociedad.
El primer Madrid-Athletic de la liga fue el 24 de febrero de 1929, con victoria blanca por 2-1 en Chamartín. La primera victoria como local llegó en la quinta jornada, el 10 de marzo de 1929, cuando el Athletic goleó por 4-1 al Barcelona con dos goles de Cosme y otros dos de Illera. El equipo de Urquijo terminó la primera vuelta como séptimo, a 6 puntos del líder: el Real Madrid.
En la 12.ª jornada, 19 de mayo, el Athletic cayó por 3-0 ante el Madrid en el Metropolitano, colocándose penúltimo solo por delante del Racing. No fue hasta la 15.ª jornada cuando se empezaron a escalar posiciones, el 2 de junio, cuando venció por 2-1 al Racing de Santander. Los tres últimos partidos se saldaron con una victoria por 5-4 al Europa, otra por 7-1 al Español y un empate a tres frente al Athletic de Bilbao. Así acabaron en sexta posición con 18 puntos, y el primer campeón de la historia de la liga fue el Barcelona.
Clasificación:
| Pos | Equipo               | J  | G  | E | P  | GF | GC | DG  | Ptos |
| --- | -------------------- | -- | -- | - | -- | -- | -- | --- | ---- |
| 1   | FC Barcelona         | 18 | 11 | 3 | 4  | 37 | 23 | 14  | 25   |
| 2   | Real Madrid          | 18 | 11 | 1 | 6  | 40 | 27 | 13  | 23   |
| 3   | Athletic Club        | 18 | 8  | 4 | 6  | 43 | 33 | 10  | 20   |
| 4   | Real Sociedad        | 18 | 8  | 4 | 6  | 46 | 41 | 5   | 20   |
| 5   | Arenas Club de Getxo | 18 | 8  | 3 | 7  | 32 | 39 | -7  | 19   |
| 6   | Atlético de Madrid   | 18 | 8  | 2 | 8  | 43 | 41 | 2   | 18   |
| 7   | RCD Español          | 18 | 7  | 4 | 7  | 32 | 38 | -6  | 18   |
| 8   | CD Europa            | 18 | 6  | 4 | 8  | 45 | 49 | -4  | 16   |
| 9   | Real Unión de Irún   | 18 | 5  | 2 | 11 | 40 | 42 | -2  | 12   |
| 10  | Racing de Santander  | 18 | 3  | 3 | 12 | 25 | 50 | -25 | 9    |

Resultados:
|              | Are | Ath | Atl | Bar | Esp | Eur | Rac | Mad | RSo | RIr |
| Arenas G.    |     | 1:0 | 2:3 | 0:2 | 3:0 | 2:2 | 2:1 | 3:2 | 3:0 | 1:1 |
| Athletic     | 2:3 |     | 3:3 | 5:1 | 9:0 | 2:0 | 0:0 | 2:0 | 4:2 | 2:1 |
| Atlético     | 1:2 | 2:3 |     | 4:1 | 7:1 | 5:4 | 4:0 | 0:3 | 0:3 | 3:1 |
| FC Barcelona | 2:2 | 3:0 | 4:0 |     | 1:0 | 5:2 | 5:1 | 1:2 | 1:0 | 4:1 |
| RCD Español  | 1:2 | 4:1 | 3:2 | 1:1 |     | 3:1 | 3:0 | 4:0 | 1:1 | 3:2 |
| Europa       | 5:2 | 1:1 | 4:1 | 1:1 | 0:3 |     | 4:1 | 5:2 | 4:3 | 3:3 |
| Racing       | 5:1 | 0:4 | 1:2 | 0:2 | 1:1 | 3:2 |     | 1:3 | 6:1 | 1:3 |
| R. Madrid    | 2:0 | 5:1 | 2:1 | 0:1 | 2:0 | 5:0 | 2:2 |     | 2:1 | 2:0 |
| R. Sociedad  | 3:2 | 1:1 | 3:3 | 3:0 | 1:1 | 5:4 | 8:1 | 5:4 |     | 3:2 |
| R. Unión     | 7:1 | 6:3 | 1:2 | 1:2 | 4:3 | 2:3 | 3:1 | 0:2 | 2:3 |     |

### Temporada 1929 / 1930: El descenso
Durante aquella temporada el entrenador del Athletic de Madrid fue Ángel Romo, un hombre de total confianza de Luciano pero sin conocimientos ni experiencia futbolística. Además causaron baja dos jugadores fundamentales como Cosme y Luis Olaso, ya que el club no podía afrontar sus fichas. Además, Palacios y De Miguel se retiraron aquel año definitivamente del fútbol. De esta forma, la plantilla quedó muy mermada con respecto a la anterior campaña. A todo eso se añadió el hecho de que en septiembre finalizó el contrato con la sociedad propietaria del Stadium Metropolitano sin que hubiera acuerdo de renovación, así que durante aquel año jugó sus partidos como local en Chamartín. No regresó a su estadio hasta el 12 de enero de 1930, en la séptima jornada del campeonato de liga.
El 22 de septiembre arrancó el Campeonato Regional Centro con victoria athlética por 5-2 ante el Unión Sporting. Después empató a dos con en Racing y superó por 3-1 al Nacional para finalizar la primera vuelta empatando a 2 con el Real Madrid. Racing y Athletic lideraban la clasificación con 6 puntos, seguidos del Nacional con 5, el Madrid con 3 y el Unión Sporting con 0.
El 20 de octubre arrancó la segunda vuelta venciendo al Unión por 4-1. En el siguiente partido, perdió contra el Racing por 3-1, aunque hubo muchas protestas por la actuación arbitral, ya que algunos jugadores rojiblancos consideraban que había omitido hasta cuatro claros penaltis a su favor. Días después, el Athletic consiguió la victoria ante el Nacional por 5-3, así que el campeonato se decidiría en la última jornada mediante los choques Madrid-Athletic y Nacional Racing. A la cabeza de la clasificación se encontraba el Athletic con 10 puntos, seguido por Madrid y Racing que estaban empatados a 9 y Nacional, con 7 puntos, que había dejado de optar al título. El 17 de noviembre de 1929, Racing y Nacional empataron, mientras que el Madrid venció al Athletic por 2-1, perdiendo los rojiblancos el primer puesto tras liderar la clasificación durante todo el Campeonato. Por último, el Madrid goleó al Unión y el Racing volvió a empatar ante el Nacional, relegando al Athletic a un tercer puesto que le obligaba a disputar la fase previa de la Copa de España.
El 1 de diciembre de 1929 arrancó el campeonato de liga, que el público esperaba con gran interés tras el éxito de la edición del año anterior. El Athletic arrancó con una victoria como local en Chamartín ante el Europa de Barcelona, por 5-3. La primera victoria en liga ante el eterno rival se dio en la tercera jornada, batiendo los rojiblancos a los madridistas por 2-1. El equipo se encontraba en ese momento segundo a dos puntos del líder, el FC Barcelona. Sin embargo, se vino abajo al encadenar dos derrotas y un empate en las siguientes fechas, con lo que a su regreso al Metropolitano, el 12 de enero, el equipo se colocó séptimo tras empatar a uno con la Real Sociedad. El siguiente partido fue una humillante derrota por 6-1 en San Mamés, frente al Athletic Club. Así se colocó penúltimo igualado a puntos con el colista: el Racing de Santander.
Al inicio de la segunda vuelta, una victoria por 2-0 ante el RCD Español dio ánimos al equipo. Sin embargo, su gozo fue a un pozo en la siguiente jornada, donde el Madrid se tomó la revancha y los superó por 4-1. a la semana siguiente volvieron a encajar una goleada, esta vez por 8-2 frente al Real Unión, que los relegó a la cola de la clasificación. Para tratar de ponerle remedio, Luciano Urquijo hizo un par de fichajes que reforzaran al equipo. Acto seguido, los resultados comenzaron a mejorar: victoria por 3-1 al Racing de Santander y por 3-2 al Barcelona. A falta de tres jornadas, el Athletic estaba en antepenúltima posición con 12 puntos, empatado con Real Sociedad y Racing de Santander. El colista era el Europa con 9 puntos.
En la 16.ª jornada, el Athletic perdió por 2-0 ante la Real Sociedad, pero todavía a 3 puntos del Europa. Una sola victoria le garantizaría la permanencia. Y esta parecía que iba a llegar en el siguiente partido, cuando ante un Metropolitano lleno se fueron al descanso ganando por 3-1 al Athletic de Bilbao. Sin embargo, el público comenzó a provocar al equipo visitante, gritándole “tongo, tongo” y “leones de pega, leones de pega”. Esto azuzó a un Athletic de Bilbao hasta ahora dormido sobre el terreno de juego, y ayudó al que le diesen la vuelta al marcador, venciendo por 4-3. Las cosas se pusieron aún más difíciles con la victoria del Europa ante el Racing de Santander.
Quedaba una sola jornada, y la diferencia con el colista era solo de un punto. El 30 de mayo se disputaron los últimos partidos, venciendo el Europa de Barcelona por 4-3 al Real Unión en Irún. Todo dependía del resultado del Arenas de Gecho-Athletic. La escuadra colchonera perdió por 2-1, consumando la última plaza y el descenso a segunda división. Se sospecha que la victoria del Europa pudo estar acordada de antemano con el Real Unión, ya que durante los últimos minutos el comportamiento de los de Irún sobre el campo fue de lo más extraño, con un juego muy distinto al que habían desplegado durante el resto del partido, lo que permitió al Europa marcar tres goles y remontar el resultado adverso de 3-1.
Aquel año, el Athletic de Bilbao se adjudicó el Campeonato de Liga, quedando invicto.
Clasificación:
| Pos | Equipo               | J  | G  | E | P  | GF | GC | DG  | Ptos |
| --- | -------------------- | -- | -- | - | -- | -- | -- | --- | ---- |
| 1   | Athletic Club        | 18 | 12 | 6 | 0  | 63 | 28 | 35  | 30   |
| 2   | FC Barcelona         | 18 | 11 | 1 | 6  | 46 | 36 | 10  | 23   |
| 3   | Arenas de Getxo      | 18 | 9  | 2 | 7  | 51 | 40 | 11  | 20   |
| 4   | RCD Español          | 18 | 9  | 2 | 7  | 40 | 33 | 7   | 20   |
| 5   | Real Madrid          | 18 | 7  | 3 | 8  | 45 | 42 | 3   | 17   |
| 6   | Real Unión           | 18 | 6  | 5 | 7  | 48 | 52 | -4  | 17   |
| 7   | Real Sociedad        | 18 | 5  | 4 | 9  | 34 | 37 | -3  | 14   |
| 8   | Real Santander RC    | 18 | 7  | 0 | 11 | 32 | 58 | -26 | 14   |
| 9   | CD Europa            | 18 | 6  | 1 | 11 | 29 | 44 | -15 | 13   |
| 10  | Athletic Club Madrid | 18 | 5  | 2 | 11 | 32 | 50 | -18 | 12   |

|  | Descenso a Segunda División |

Resultados:
|             | Are | Ath | Atl | Bar | Esp | Eur | Rac | Mad | RSo | RIr |
| Arenas G.   |     | 3:3 | 2:1 | 1:3 | 2:0 | 2:3 | 5:1 | 5:1 | 3:1 | 7:2 |
| Athletic    | 5:2 |     | 6:1 | 4:3 | 6:0 | 3:0 | 4:0 | 2:1 | 2:2 | 5:2 |
| Atlético    | 1:3 | 3:4 |     | 3:2 | 2:0 | 5:3 | 3:1 | 2:1 | 1:1 | 3:3 |
| Barcelona   | 3:1 | 1:1 | 4:2 |     | 5:4 | 2:1 | 5:0 | 1:4 | 3:0 | 4:2 |
| RCD Español | 1:0 | 2:1 | 1:0 | 4:0 |     | 1:2 | 3:0 | 8:1 | 3:1 | 3:1 |
| Europa      | 1:2 | 2:2 | 2:0 | 0:3 | 1:2 |     | 5:0 | 1:2 | 3:2 | 0:1 |
| Racing      | 2:5 | 2:3 | 3:2 | 2:1 | 4:1 | 6:0 |     | 2:0 | 2:0 | 4:2 |
| R. Madrid   | 5:2 | 2:3 | 4:1 | 5:1 | 2:4 | 6:1 | 6:0 |     | 1:1 | 2:2 |
| R. Sociedad | 4:4 | 1:7 | 2:0 | 1:2 | 1:0 | 2:0 | 7:0 | 4:0 |     | 2:3 |
| R. Unión    | 3:2 | 1:1 | 8:2 | 1:3 | 3:3 | 3:4 | 6:3 | 2:2 | 3:2 |     |

Tras el tremendo fracaso liguero, el Athletic se presentó a jugar la Copa de España con la moral por los suelos. En los dieciseisavos de final se midió al Castellón que acababa de lograr el ascenso a Segunda División. En la ida, el Castellón se impuso por 1-0 en el estadio de El Sequiol. Una semana después, el Athletic venció por 2-1 en Chamartín, lo que forzó un partido de desempate. El 15 de abril, en el estadio de Sarriá, el Castellón goleó estrepitosamente por 7-1 a un desanimado Athletic. Con esta humillante eliminación de Copa, los colchoneros pusieron fin a una temporada para olvidar.
La final de Copa la ganó el Athletic de Bilbao, venciendo por 3-2 al Madrid en el estadio de Montjuic.
Durante el verano de 1930 se disputó el primer Campeonato del Mundo de Selecciones en Uruguay. España no acudió a la cita por decisión del Comité Ejecutivo de la Real Federación Española de Fútbol. Así la selección española, con un notable equipo, no pudo demostrar su valía en el Mundial, que se llevó Uruguay.